# ボーアポーカーツアー
ボーアポーカーツアー（英語: Boyaa Poker Tour）は、博雅互動（ボーアインタラクティブ）が主催する競技ポーカートーナメント。香港マカオ台湾、日本、東南アジア、中東とヨーロッパ合計五つの選抜地域が含め、30ヵ国と地域の選手が参加する。
プレイヤーがいずれのオペレーティングシステム（iOS/Android/PC）の博雅テキサスを登録し、ゲーム内でBPTスーパー決戦まで昇級すれば、無料で決勝戦の資格が獲得できる。今迄、博雅テキサスの使用者は全世界100ヵ国を含め、2憶を突破した。

## 略歴
- 2015年9月25日、第一回BPTが中国マカオで開催され、賞金は50万ドル。中国本土選抜地域の選手麦傑は優勝を獲得し、大会賞金の1％がマカオ慈善組織主教山児童センターに寄贈した。[6]
- 2016年10月24日、第二回BPTが中国マカオで開催され、賞金は400万HKDと350億のゲーム貨幣。香港マカオ台湾選抜地域の選手葉朗（Brian Yip）は2016年のBPTのチャンピオンを獲得した。[7]
- 2016年12月11日、博雅互動と三亜鴻洲集団と提携し、BPT海天盛筵ステーションを設置して大会を行った。388万RMBと238億のゲーム貨幣の賞金は、中国北京出身の鮑駿が優勝を獲得した。[8]
- 2017年6月17日、博雅互動はベトナムポーカークラブWin Poker Clubと提携して、2017BPT世界衛星放送大会のハノイ戦を開催した。Trinh Anh Dung選手は優勝し、75,180，000VNDのキャシュと2017年BPTマカオトーナメントの招待状を獲得した。
- 2017BPTマカオトーナメントは、博雅互動が主催した第四回の国際ポーカートーナメント。トーナメントは10月28日～11月1日に、中国マカオのバビロン・カジノで行った。選抜地域から745名の選手が670.5万HKDの賞金を競り合った。最後の優勝者は中国台湾出身の林弘昌、合計1,274,900HKDの賞金を獲得した。[9]